# Claudine Bouchet
Claudine Bouchet, née le 28 novembre 1931 à Paris, est une ancienne pilote et copilote de rallye française, ayant principalement couru sur Citroën et Lancia, épouse en premières noces du rallyman Patrick Vanson, en secondes noces de René Trautmann.

## Palmarès

### Titres
- Championne de France des rallyes: à 6 reprises, en 1960, 1961, 1962 et 1963, puis 1966 et 1968 (alors épouse Trautmann) (record, devant Marie-Claude Beaumont 4 titres);
- Copilote Champion de France des rallyes: 1963 (avec René Trautmann).

### Victoires
(pilote; + copilote 8 victoires à voir à René Trautmann)
- Rallye Paris-Saint-Raphaël féminin à cinq reprises (record): 1964, 1966, 1967,1968 et 1969 ;
- Coupe des Dames tourisme en 1961, au Tour de France automobile (6e au général en Tourisme avec Alexandra Kissel);
- Coupe des Dames en 1961, au Rallye Neige et Glace (4e au général, avec Françoise Vallier);
- Coupe des Dames en 1963, au Rallye de Catalogne (3e au général, avec Lucette Pointet) ;
- Coupe des Dames en 1963, au Tour de Corse (6e au général, avec Lucette Pointet) ;
- Coupe des Dames en 1964, au Rallye des Routes du Nord, (avec Marie-Claude Beaumont) ;
- Coupe des Dames en 1964, au Rallye Neige et Glace (4e au général, avec Françoise Vallier) ;
  - 2e de la Coupe des Dames en 1960, au Critérium des Cévennes (avec Ginette Derolland).